# Розсохуватецька сільська рада
| Розсохуватецька сільська рада — колишній орган місцевого самоврядування у Новоархангельському районі Кіровоградської області з адміністративним центром у с. Розсохуватець. Сільській раді підпорядковані населені пункти: - с. Розсохуватець |

## Склад ради
Рада складається з 14 депутатів та голови.

### Керівний склад ради
| ПІБ                          | Основні відомості                                                               | Дата обрання | Дата звільнення |
| ---------------------------- | ------------------------------------------------------------------------------- | ------------ | --------------- |
| Куровська Світлана Василівна | Сільський голова, 1966 року народження, освіта, позапартійна                    | 26.03.2006   | 31.10.2010      |
| Куровська Світлана Василівна | Сільський голова, 1966 року народження, освіта середня спеціальна, позапартійна | 31.10.2010   |                 |

Примітка: таблиця складена за даними джерела

## Населення
Згідно з переписом УРСР 1989 року чисельність наявного населення сільської ради становила 592 особи, з яких 226 чоловіків та 366 жінок.
За переписом населення України 2001 року в сільській раді мешкало 477 осіб.

### Мова
Розподіл населення за рідною мовою за даними перепису 2001 року:
| Мова       | Відсоток |
| ---------- | -------- |
| українська | 97,48 %  |
| російська  | 2,31 %   |
| молдовська | 0,21 %   |